# Kanot

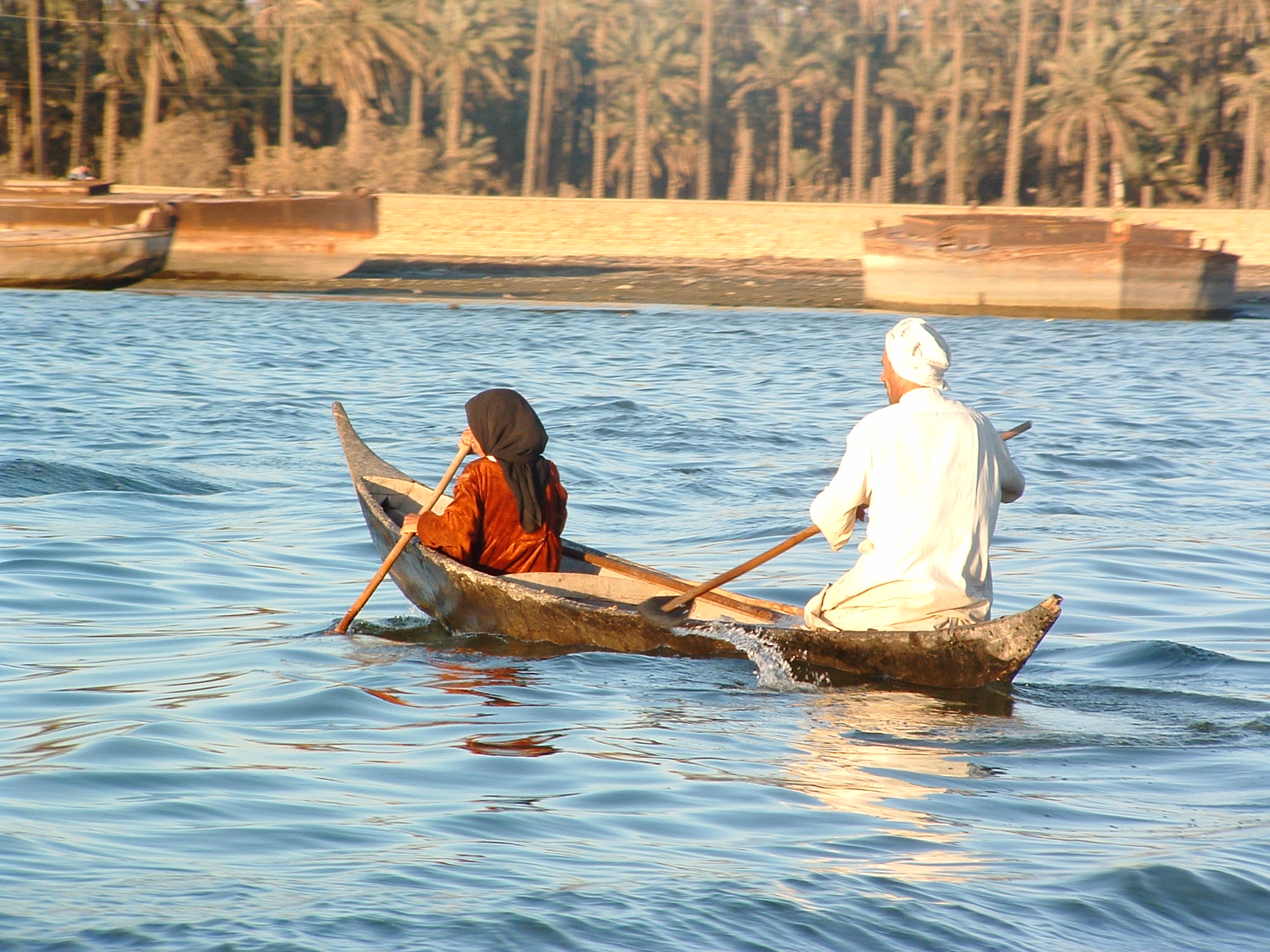
Man och kvinna i en pirog, en stockbåt

Kanot är ett samlingsnamn för olika mindre, smala vattenfarkoster som vanligen drivs framåt med hjälp av muskelkraft och paddel, men även segel förekommer på vissa typer. En kanot är en spetsgattad farkost med både för- och akterstäv. Kanoten kan antingen vara helt öppen utan däck eller vara försett ett däck med en eller flera sittbrunnar. 
Ordet är ursprungligen ett karibiskt ord, canoa, som betyder båt.
Ordet kanot används i svenska språket som en övergripande term, som omfattar t.ex. kajaker och kanadensare.

## Historik
Kanotens ursprung finns i stort sett på alla platser där människan har varit bosatt. Byggnadssättet och materialet till kanoten varierar efter regioner. 
Karibiens kanoter heter pirog. Dessa består av en urholkad trädstock, och liknar de stockbåtar som har varit vanliga även i Europa ännu in i modern tid . 
De nordamerikanska indianernas kanoter är i Sverige kända under namnet kanadensare. De var ursprungligen klädda med näver eller skinn, men senare spändes en kanvas på en spantkonstruktion av trä. Dagens industriellt tillverkade kanadensare byggs i faner, aluminium eller plast. 
De arktiska kanoterna heter kajak, och är till skillnad från kanadensarna alltid däckade, med bara en liten öppning för paddlaren. De arktiska kajakerna består av ett tunt skelett av ben från till exempel val, eller ett träskelett från drivved. På äldre kajaker är skrovet klätt med skinn från sälar eller senare med kanvasduk. Senare har man börjat bygga av plywood eller tunna ribbor av trä som limmas och spikas till varandra. Moderna, industriellt byggda kajaker görs i glasfiber eller polyeten. En särskild typ är faltkajaken vars stomme byggs i trä eller aluminium, och med ett skinn där kanvas, gummiduk och syntetmaterial kan användas.

## Moderna kanoter
Britten John MacGregor utvecklade under 1850- och 1860-talen en kanottyp med inspiration både från traditionella kanadensare och kajaker. Dessa kanoter kunde både seglas och paddlas. I Storbritannien och USA utvecklades under de närmaste årtiondena segelkanoterna. I Sverige, närmare bestämt i den 1900 grundade Föreningen för Kanot-Idrott, renodlades olika typer av segel- och paddelkanoter. Både den första renodlade tävlingskajaken och den svenska typen av segelkanot skapades här. Även den klassiska skärgårdskanoten skapades här av konstruktören Sven Thorell. 
I Tyskland utvecklades i början av 1900-talet faltbåten, en hopfällbar kanottyp som till dimensionerna byggde på MacGregors konstruktioner. De vanligaste materialen var gummiduk, kanvas och trä. Efterhand har även slankare modeller, faltkajaker, utvecklats. 
Från 1970-talet introducerades kanoter inspirerade av grönländska kajekförebilder, men byggda i glasfiber eller plast. 
En modern kanot har vanligen ett skrov av glasfiberarmerad polyesterplast eller av så kallad bakad faner, lager av faner lagda omlott i lim. Beroende på region har kanoter försetts med utriggare samt även varit förhöjda med ett övre bord på var sida. Ett exempel är björkebåten eller äsping. Kajaker drivs framåt med en dubbelpaddel, kanadensare och övriga kanottyper med en enkelpaddel.

## Kanotfamiljer
De vanligaste kanoterna i Europa är kajaker och kanadensare. Det finns även utriggare och segelkanoter. Drakbåtar som blivit populära genom drakbåtstävlingar är också kanoter, liksom stand-up paddleboards (SUP) samt freestyle- och forspaddlingskanoter.

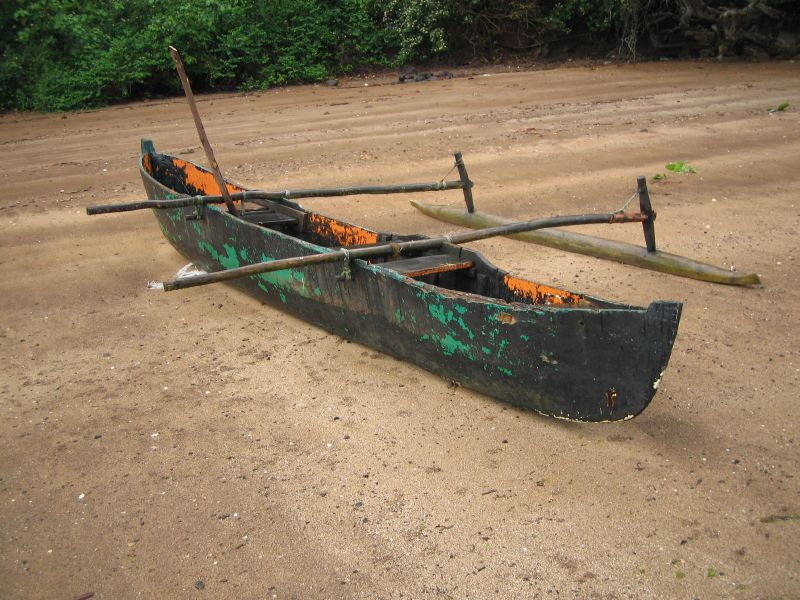
Stockbåt med utriggare i Afrika
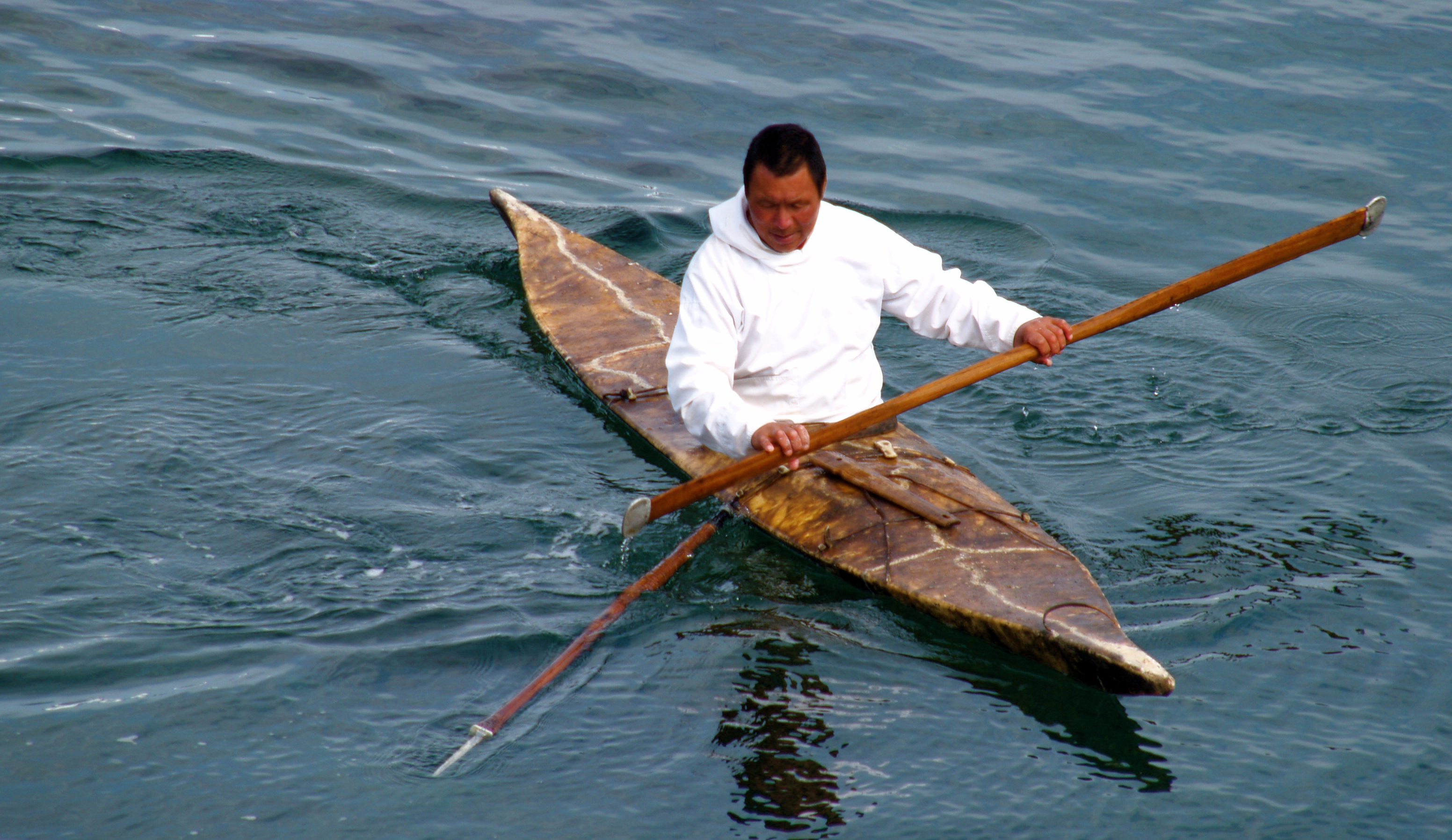
Grönlandskajak i skinn
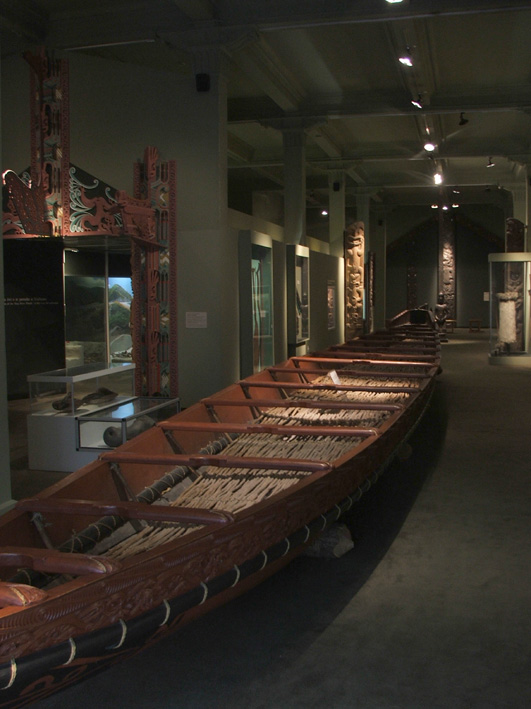
Stockbåt från Otago, Nya Zeeland
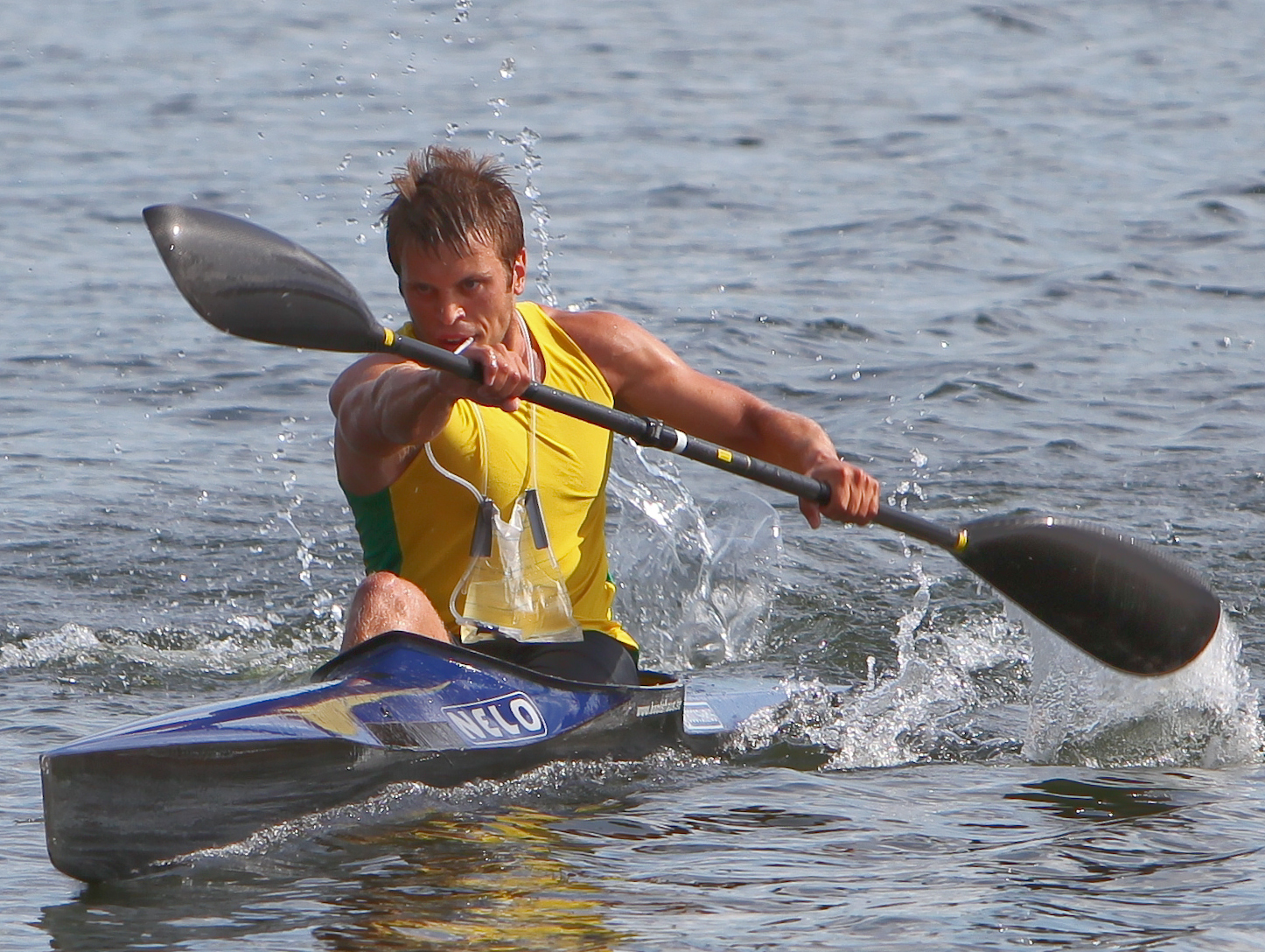
Björn Granstedt, svensk mästare i kanot 2009